# Oghlwapo
Oghlwapo est une localité du sud est de la Côte d'Ivoire et appartenant au département d'Alépé, dans la Région des Lagunes. La localité de Oghlwapo est un chef-lieu de commune.